# Eclipse lunar de 16 de setembro de 1978
| Eclipse Lunar Total 16 de setembro de 1978        | Eclipse Lunar Total 16 de setembro de 1978 |
| ------------------------------------------------- | ------------------------------------------ |
| A Lua mergulhou na sombra da Terra em 79 minutos. |                                            |
| Gamma                                             | 0,2951                                     |
| Saros (e membro)                                  | 127 (40 de 72)                             |
| Sequência de eclipses lunares                     |                                            |
| Anterior                                          | 24 de março de 1978                        |
| Próximo                                           | 13 de março de 1979                        |
| Duração (hr:mn:sc)                                |                                            |
| Penumbral                                         | 5:23:57                                    |
| Parcial                                           | 3:27:12                                    |
| Total                                             | 1:18:39                                    |
| Fases e Horários do Eclipse (UTC)                 |                                            |
| P1                                                | 16:22:15                                   |
| U1                                                | 17:20:34                                   |
| U2                                                | 18:24:51                                   |
| Máximo                                            | 19:04:11                                   |
| U3                                                | 19:43:30                                   |
| U4                                                | 20:47:46                                   |
| P4                                                | 21:46:12                                   |

O eclipse lunar de 16 de setembro de 1978 foi um eclipse total, o segundo e último de dois eclipses lunares do ano. Teve magnitude penumbral de 2,3060 e umbral de 1,3268. Teve duração total de 79 minutos.
A Lua foi mergulhada na escuridão por 1 hora e 19 minutos, em um profundo eclipse total que viu a Lua com 33% de seu diâmetro dentro da sombra umbral da Terra. O efeito visual disso depende do estado da atmosfera da Terra, levando em consideração partículas de poluição, erupções vulcânicas e cobertura de nuvens, mas provavelmente a Lua deve ter adquirido uma cor vermelha escura, sendo levemente brilhante ao norte e mais escura ao sul, que estava mais próxima do eixo da sombra umbral. O eclipse parcial durou 3 horas e 27 minutos no total.
A Lua mergulhou dentro da metade norte da sombra da Terra, em nodo descendente, dentro da constelação de Peixes.

## Série Saros
Eclipse pertencente ao ciclo lunar Saros de série 127, sendo este de número 40, totalizando 72 eclipses da série. O eclipse anterior do ciclo foi o eclipse total de 5 de setembro de 1960, e o eclipse seguinte será com o eclipse total de 27 de setembro de 1996.

## Visibilidade
Foi visível na Europa, África, Ásia, Oceano Índico, Oceano Atlântico, Austrália.
| Região do planeta onde foi visível durante o máximo do eclipse - 19:04 UTC. O Oceano Índico, obteve a melhor observação do meio do eclipse, de onde foi visível à meia-noite. |
| Mapa de visibilidade do eclipse |